# Плавильщиков, Алексей Алексеевич
Алексей Алексеевич Плавильщиков (1772 — после 1834) — русский чиновник и издатель. Брат Василия Алексеевича и Петра Алексеевича Плавильщиковых.

## Биография
Родился в 1772 году в Москве, в семье московского купца, владельца галунной фабрики.
Поступил на службу в Тульскую казенную палату студентом[уточнить] 19 мая 1795 года. В том же году прикомандирован к канцелярии Тульского и Калужского генерал-губернатора генерал-аншефа Е. П. Кашкина. С 30 января 1797 года был переведён в 6-й (затем 7-й) департамент Сената (в Москве), где прослужил до 12 июля 1806 года: был сначала повытчиком, затем секретарём; состоял при обер-прокурорских делах; кроме того, с конца 1803 или начала 1804 г. находился, в течение полугода, в качестве письмоводителя, при ревизовавшем Казанскую губернию И. Б. Пестеле, по представлению которого, за отличное усердие, был награждён (20 июня 1804 г.) чином коллежского асессора. С 12 июня 1806 г. перемещён секретарём Санкт-Петербургского почтамта, откуда уволился 27 января 1808 г. и 24 февраля поступил экспедитором в канцелярию Московского Опекунского совета. В 1813 г. и 1814 г. некоторое время исправлял там должность обер-секретаря, а также правителя канцелярии при Совете училища ордена Св. Екатерины; 23 февраля 1814 г. был назначен обер-секретарем Московского Опекунского совета, а с 24 мая 1820 г. по день выхода в отставку служил директором 2-го отделения Сохранной казны по займам в том же совете, получив 28 мая 1821 г. чин статского советника. 
Выйдя в отставку 16 декабря 1829 года, жил в Москве, где и умер после 1834 года.

## Издательская деятельность
В 1800 и 1801 годуА. А. Плавильщиков издавал в Москве «Журнал правоведения… или содержание Именных Высочайших и Правительствующего Сената Указов в течение 1796 (—1797) года изданных с показанием, когда они состоялись, где напечатаны, или в какие места посланы»; всего вышло 2 тома — за 1796 г. (с посвящением обер-прокурору 6-го Департамента Сената Л. И. Боборыкину) и за 1797 год (с посвящением генерал-прокурору А. А. Беклешову). В 1811 году Плавильщиков издал посвященное кн. А. Н. Голицыну «Рассуждение о прошениях и жалобах, подаваемых в правительственные и судебные места и к тем лицам, кои по законам принять оные должны» (СПб., 8°, в типографии В. А. Плавильщикова).

## Источник
- Б. Львов. Плавильщиков, Алексей Алексеевич // Русский биографический словарь : в 25 томах / Под наблюдением председателя Императорского Русского Исторического Общества А. А. Половцева. — СПб., 1905. — Т. 14: Плавильщиков — Примо.